# Draußen (Naturmagazin)
draußen (ab Heft 9 HB-Naturmagazin draußen) war eine von 1979 bis 1987 erscheinende naturtouristische Zeitschrift, die als Werbeträger für die Zigarettenmarke HB diente.

## Geschichte und Beschreibung
Die Zeitschrift wurde ab 1979 von der  HB-Verlags- und Vertriebsgesellschaft Hamburg herausgegeben. Diese veröffentlichte bereits seit 1977 die Reihe HB-Bildatlas, an die sich die Aufmachung der Zeitschrift anlehnte. Das Logo der Marke, ein rotes, gelb hinterlegtes Dreieck mit den Initialen HB, ist auf dem Cover der Hefte zu sehen. Es unterscheidet sich etwas von dem Logo der HB-Kunstführer (1983–1997).
In jeder Ausgabe wurde jeweils ein bundesdeutscher Naturpark bzw. ein wichtiger Landschaftsraum Mitteleuropas vorgestellt. Gelegentlich wurden auch Naturräume anderer europäischer Regionen (Camargue, Island, Norwegen) behandelt. Die Hefte umfassten 100 Seiten und waren mit zahlreichen Farbabbildungen und einer Übersichtskarte versehen. In mehreren Kapiteln, die von Biologen und Kennern der Region stammten, wurden typische Pflanzen und Tiere der jeweiligen Landschaft präsentiert sowie die geologischen Verhältnisse dargelegt. Am Ende des Heftes gab es Hinweise auf Natursehenswürdigkeiten, Beobachtungsplätze und Naturschutzgebiete. Die Hefte, die vornehmlich an Kiosken und in Bahnhofsbuchhandlungen erhältlich waren, kosteten anfangs 6,50 DM, später 9,80 DM. 1987 wurde die Reihe mit Band Nr. 50 eingestellt. 
1989 brachten der Bertelsmann Lesering und der Schloß-Verlag in München in der Reihe Natur unserer Heimat einige Titel als Lizenzausgaben heraus. Der Inhalt war identisch, die Hefte hatten jedoch im Gegensatz zu denen des HB-Verlages einen Pappeinband.

## Erschienene Ausgaben
- 1: Eifel (1979)
- 2: Nationalpark Königssee (1979)
- 3: Frankenwald und Fichtelgebirge (1979)
- 4: Ostsee (1979)
- 5: Harz (1979)
- 6: Altmühltal (1980)
- 7: Nordsee (1980)
- 8: Bayerischer Wald (1980)
- 9: Naturpark Elbufer-Drawehn (1980)
- 10: Allgäu (1980)
- 11: Niederrhein (1981)
- 12: Naturpark Steigerwald
- 13: Holsteinische Schweiz
- 14: Teutoburger Wald/Eggegebirge
- 15: Zugspitze, Ammergauer Alpen, Karwendel
- 16: Hunsrück
- 17: Oberschwaben
- 18: Naturpark Lauenburgische Seen
- 19: Vogelsberg
- 20: Lüneburger Heide
- 21: Neusiedler See
- 22: Nürnberger Reichswald
- 23: Chiemgauer Alpen
- 24: Naturpark Pfälzerwald
- 25: Ostfriesland: Küste und Inseln
- 26: Naturpark Hochtaunus
- 27: Naturpark Obere Donau
- 28: Norwegen, Fjord und Fjell im Westen
- 29: Südschwarzwald, Feldberg und Wutachschlucht
- 30: Rheinhessen
- 31: Österreichs Donau-Auen
- 32: Fränkische Schweiz
- 33: Deutsch-Niederländischer Naturpark Maas-Schwalm-Nette (1984)
- 34: Spessart
- 35: Dümmer und Wiehengebirge
- 36: Oberpfälzer Wald
- 37: Camargue
- 38: Odenwald und Bergstraße
- 39: Helgoland
- 40: Münsterland
- 41: Deutsch-Luxemburgischer Naturpark
- 42: Schweizerischer Nationalpark
- 43: Rhön
- 44: Wattenmeer
- 45: Schwäbische Alb (1986)
- 46: Stadt als Lebensraum: Hamburg (1986)
- 47: Kärnten (1986)
- 48: Ostfriesland: Zwischen Weser und Ems (1987)
- 49: Oberrhein, Kaiserstuhl (1987)
- 50: Island (1987)

## Lizenzausgaben in der ReiheNatur unserer Heimat

### Bertelsmann Verlag
- Chiemgauer Alpen
- Elbufer-Drawehn
- Fränkische Schweiz
- Hamburg
- Hochtaunus
- Harz
- Helgoland
- Kaiserstuhl
- Niederrhein
- Nürnberger Reichswald
- Oberpfälzer Wald
- Odenwald
- Ostsee
- Rhön
- Spessart
- Steigerwald
- Teutoburger Wald
- Vogelsberg
- Zwischen Weser und Ems
- Wiehengebirge

### Schloß Verlag
- Frankenwald
- Hochtaunus
- Königssee
- Lauenburgische Seen
- Lüneburger Heide
- Münsterland
- Obere Donau
- Oberpfälzer Wald
- Odenwald
- Schwäbische Alb
- Schwarzwald